# Augsburgska bekännelsens apologi
Augsburgska bekännelsens apologi (på latin: Apologia confessionis augustanae, på tyska: Apologia der Confession) är en luthersk skrift som skrevs som försvar för Augsburgska bekännelsen, då den bemötts av sina motståndare. Skriften skrevs ursprungligen på latin av Philipp Melanchthon och trycktes år 1531. Texten översattes till tyska av Justus Jonas. Skriften återfinns även i Svenska kyrkans bekännelseskrifter.

## Källa
1. ↑  Die Bekenntnisschriften der evangelisch-lutherischen Kirche, Göttingen 1955, ss. 139-142.